# Kloster Creevelea

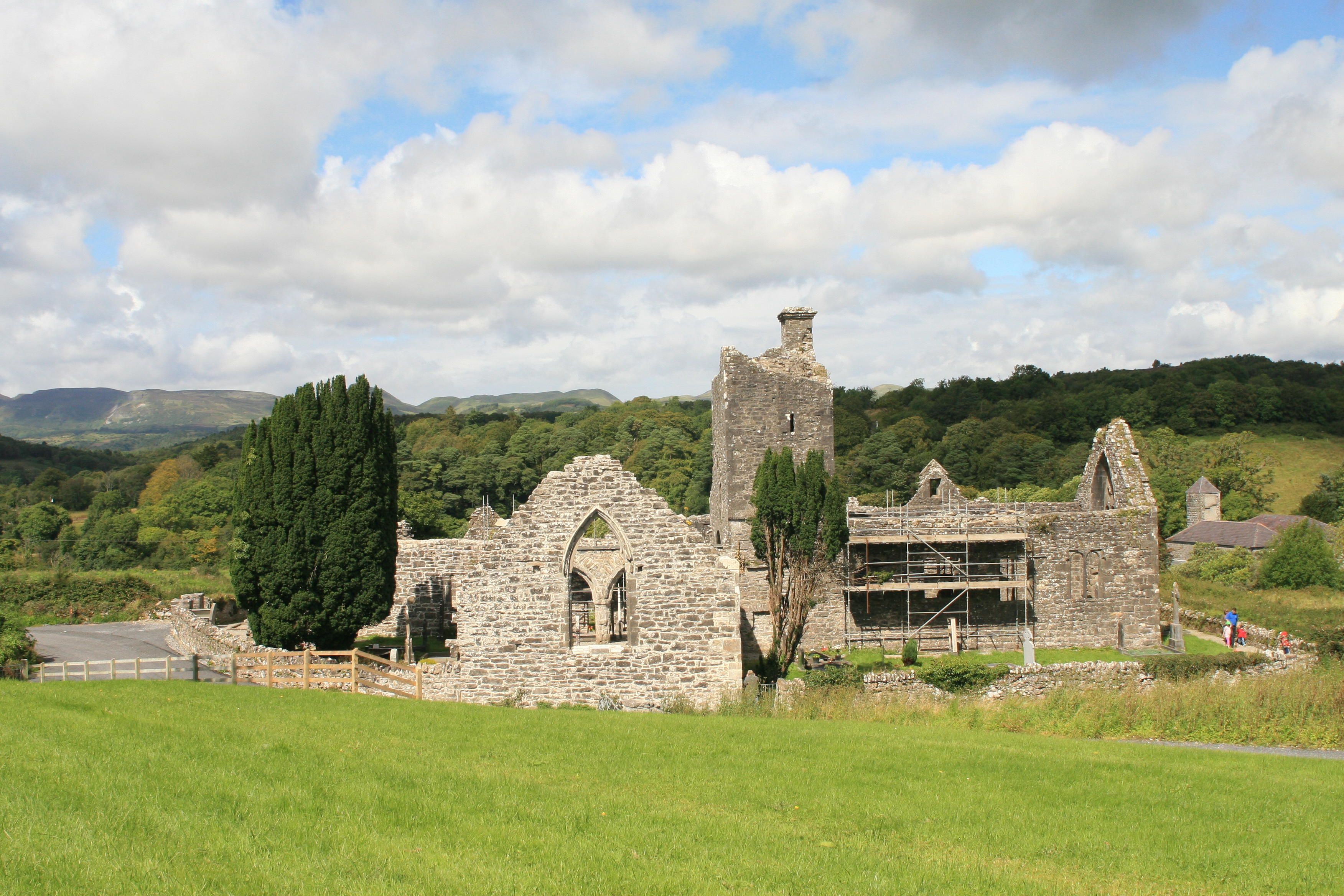
Das Kloster von Süden gesehen, mit dem südlichen Querschiff im Vordergrund

Das Kloster Creevelea (irisch An Chraobh Liath) wurde im Jahre 1508 von Margaret O’Brien, der Frau des Eoghan O’Rourke, als Haus der observanten Franziskaner südlich von Dromahair auf dem Gebiet des County Leitrim gegründet. 
Es war die letzte Gründung der Franziskaner in Irland vor der Reformation, und es ist der einzige Fall, in dem ein irisches Franziskanerkloster von einer Frau gegründet wurde. Das Kloster wurde im Rahmen der Reformation aufgehoben; die Mönche konnten aber noch bis 1598 verbleiben und nutzten das Kloster auch im 17. Jahrhundert kurze Zeit. Das Kloster wird auch mit dem Namen des Nachbarorts, Dromahair, verbunden, und die Namen Balliniairck oder Ballyniairke waren gebräuchlich.

## Geschichte
Die Gründerin Margaret O’Brien war eine Schwester von Nuala O’Brien, die sich für das 1474 gegründete Franziskanerkloster in Donegal engagierte. Wegen dieser Verbindung kamen die ersten Mönche aus dem Kloster von Donegal, die der Bewegung der Observanten angehörten. Die Kirche wurde 1511 von Thomas MacBrady, Bischof von Kilmore geweiht. Offenbar verstarb Thomas MacBrady bei den Feierlichkeiten oder bei einem späteren Besuch des Klosters, so dass er hier noch 1511 beerdigt wurde. Die Gründerin Margaret wurde 1512 in der damals noch in Holzbauweise errichteten Kirche des Klosters bestattet, ihr Ehemann Eoghan O’Rourke folgte 1526.
Im Jahre 1536 zerstörte ein Feuer das Kloster, bei dem die Brüder Eremon O’Donnell und Mael Sechlainn MacGovern umkamen. Der Nachname O’Donnell deutet an, dass er wohl noch zu den aus Donegal stammenden Mönchen gehörte. Nach dem Brand wurde das Kloster in der jetzt noch als Ruine zu sehenden Form von Brian Ballach O’Rourke neu aufgebaut.
Nach der Reformation verblieben die Mönche trotz der Auseinandersetzungen und der Verfolgungen bis 1590 in der Umgegend und im Kloster, bis die Engländer das Haus teilweise in Besitz nahmen und zerstörten. Die klösterliche Gemeinschaft bestand jedoch weiterhin, und sie errichtete für sich 1618 ein neues Wohnhaus. 1642, zu Beginn der Konföderation, gelang den Mönchen für wenige Jahre die Rückkehr ins Kloster.

## Architektur

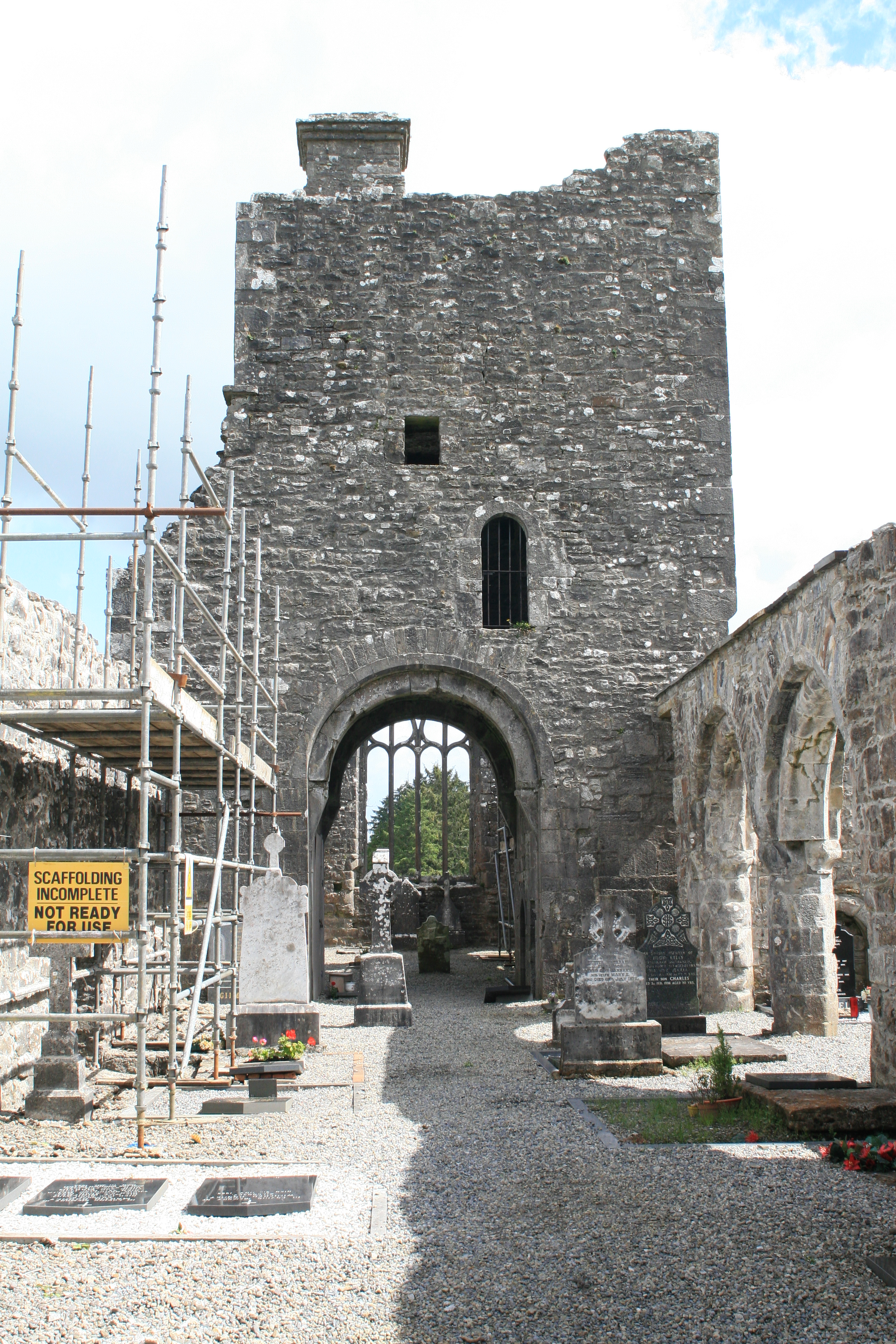
Blick aus dem Kirchenschiff durch den Turm in Richtung Chor. Rechts die Arkaden zum südlichen Querschiff

Alle heute noch zu sehenden Bauten des Klosters sind der 1536 beginnenden Bauperiode zuzurechnen. Entsprechend dem damaligen typischen Aufbau der Franziskanerklöster gab es ein Kirchenschiff ohne Seitenschiffe, ein südliches Querschiff, einen Turm und einen Chor. Der Klostergarten mit den umliegenden Wohngebäuden schloss sich auf der nördlichen Seite an. Im nördlichen Flügel befand sich das Refektorium und die zugehörige Küche. Einige der baulichen Veränderungen im Wohnbereich stammen offenbar aus der Zeit nach der Aufhebung.
Im Klostergarten sind auf der nördlichen, südlichen und östlichen Seite einige Arkaden erhalten. Möglicherweise wurden die Arbeiten nie soweit abgeschlossen, dass auch die Arkaden auf der Westseite fertiggestellt wurden. Die Arkaden selbst sind in ihrer Form sehr schlicht. Auffällig sind nur einige einfache Steinmetzarbeiten, von denen eine Franz von Assisi zeigt, wie er den Vögeln predigt.